# Házasodna a gazda
A Házasodna a gazda az RTL reality műsora, amely 2012. június 29-én indult. A műsorban egyedülálló gazdák keresik a szerelmet, miközben a jelentkezőknek meg kell birkózniuk a vidéki élet kihívásaival.

## A műsor menete
A nulladik epizódban sor került a gazdák bemutatására, mely adás után a jelentkező hölgyek közül kiválasztották azokat, akik találkozni fognak a gazdákkal. Később az adásba azok a gazdák kerültek be, akiknek a legtöbb hölgy jelentkezett.
A gazdák az első második epizódban hat-hat hölggyel randevúznak, majd kiválasztanak közülük hármat, akikkel összeköltöznek.

## Évadok
| Évad | Évad            | Részek száma    | Részek száma    | Eredeti sugárzás    | Eredeti sugárzás     | Eredeti adó |
| Évad | Évad            | Részek száma    | Részek száma    | Évadbemutató        | Évadzáró             | Eredeti adó |
| ---- | --------------- | --------------- | --------------- | ------------------- | -------------------- | ----------- |
|      | 1.              | 9               | 9               | 2012. június 29.    | 2012. december 19.   |             |
|      | 2.              | 9               | 9               | 2019. június 8.     | 2019. október 27.    |             |
|      | 3.              | 15              | 15              | 2020. június 7.     | 2020. november 6.    |             |
|      | 4.              | 16              | 16              | 2021. április 10.   | 2021. augusztus 6.   |             |
|      | 5.              | 16              | 16              | 2022. április 24.   | 2022. szeptember 16. |             |
|      | 6.              | 16              | 16              | 2023. április 7.    | 2023. november 17.   |             |
|      | 7.              | 21              | 21              | 2024. április 14.   | 2024. október 24.    |             |
|      | Bevezető epizód | Bevezető epizód | Bevezető epizód | 2025. április 5.    | 2025. április 5.     |             |
|      | 8.              | ?               | ?               | 2025. szeptember 1. | n. a.                |             |

2012 áprilisában bejelentette, hogy az RTL újabb valóságshowt indít. A műsor első évad próbaepizódja 2012. június 29-én indult, és október 31-én folytatódott. A műsor december 19-én ért véget. A műsorvezetője akkoriban Lilu volt. 2019. március 7-én az RTL Magyarország bejelentette, hogy 7 év után újraindul a műsor, amely ezúttal Nádai Anikó lett a műsorvezetője. A műsor visszatérő, második évad próbaepizódja 2019. június 8-án indult, és szeptember 1-jén folytatódott. Az évad akkoriban vasárnap esténként futott. A második évad október 27-én ért véget. A harmadik évad próbaepizódja 2020. június 7-én indult, és október 19-én folytatódott. A harmadik évadtól kezdve már minden hétköznap este futott. A harmadik évad november 6-án ért véget. A negyedik évad 2021. április 10-én indult, és július 19-én folytatódott. A negyedik évad augusztus 6-án ért véget. Az ötödik évad 2022. április 24-én indult, és augusztus 29-én folytatódott. Az ötödik évad szeptember 16-án ért véget. A hatodik évad 2023. április 7-én indult, és október 30-án folytatódott. A hatodik évad november 17-én ért véget. A hetedik évad 2024. április 14-én indult, és szeptember 23-án folytatódott. A hetedik évad 2024. október 24-én ért véget. A nyolcadik évad 2025. április 5-én indult.

## Gazdák

### 1. évad
| Gazda neve | Életkor | Lakóhely | Végső kiválasztott | Együtt vannak? |
| ---------- | ------- | -------- | ------------------ | -------------- |

### 2. évad
| Gazda neve       | Életkor | Lakóhely         | Végső kiválasztott | Együtt vannak? |
| ---------------- | ------- | ---------------- | ------------------ | -------------- |
| Brindzik Zsolt   | 40      | Tápiószentmárton |                    |                |
| Bige Botond      | 32      | Vácrátót         |                    |                |
| Berecz Balázs    | 33      | Szergény         |                    |                |
| Szilágyi Mihály  | 35      | Nyíracsád        |                    |                |
| Demjén Nikoletta | 31      | Piliscsaba       |                    |                |

### 3. évad
| Gazda neve        | Életkor | Lakóhely    | Végső kiválasztott    | Együtt vannak? |
| ----------------- | ------- | ----------- | --------------------- | -------------- |
| Galántai Szabolcs | 40      | Baja        | mindenkit elutasított | Nem            |
| Papp Roland       | 36      | Ruzsa       | Besenyei Nikolett     |                |
| Nagy István       | 33      | Heves       | mindenkit elutasított | Nem            |
| Gothár Péter      | 30      | Szalatnak   | Mihalik Anett         |                |
| Vincze Betti      | 37      | Lénárddaróc | Bors Csanád           |                |

### 4. évad
| Gazda neve      | Életkor | Lakóhely          | Végső kiválasztott  | Együtt vannak? |
| --------------- | ------- | ----------------- | ------------------- | -------------- |
| Molnár Zoltán   | 25      | Vásárosfalu       | Kálóczi Jázmin Anna |                |
| Molnár Viktória | 31      | Gyirmót           | Dodek Johnny        | Nem            |
| Molnár István   | 60      | Tarhos            | Jakab Terézia       |                |
| Múcska Gergő    | 23      | Szlovákia, Tallós | Botos Boglárka      |                |

### 5. évad
| Gazda neve    | Életkor | Lakóhely                | Végső kiválasztott    | Együtt vannak? |
| ------------- | ------- | ----------------------- | --------------------- | -------------- |
| Bene Veronika | 41      | Bogács                  | mindenkit elutasított | Nem            |
| Kövesdy Zsolt | 31      | Cegléd                  | Cseh Lídia            |                |
| Lakatos Péter | 47      | Egercsehi               | Pék Andrea            |                |
| Sándor Alfonz | 21      | Románia, Csíkszenttamás | Horváth Enikő         |                |

### 6. évad
| Gazda neve        | Életkor | Lakóhely              | Végső kiválasztott | Együtt vannak? |
| ----------------- | ------- | --------------------- | ------------------ | -------------- |
| Szabó Gergő Dávid | 26      | Románia, Bihardiószeg |                    |                |
| Pillár Anna       | 35      | Martonvásár           |                    |                |
| Pető József       | 55      | Felsőlajos            |                    |                |
| Berecz Balázs     | 33      | Celldömölk            |                    |                |

### 7. évad
| Gazda neve      | Életkor | Lakóhely     | Végső kiválasztott                        | Együtt vannak? |
| --------------- | ------- | ------------ | ----------------------------------------- | -------------- |
| Báló Máté       | 23      | Dusnok       | Kvassay Milla                             |                |
| Csípő Krisztián | 35      | Kápolnásnyék | Babarczi Anna (visszautasították)         | Nem            |
| Jakus Zsófia    | 35      | Bábolna      | Varga Tamás ("álomrandi" után hazaküldte) | Nem            |
| Kovács Vivien   | 32      | Csákvár      | mindenkit elutasított                     | Nem            |
| Pető József     | 55      | Felsőlajos   | Krisztián Erika                           |                |

### 8. évad
| Gazda neve         | Életkor | Lakóhely          | Végső kiválasztott | Együtt vannak? |
| ------------------ | ------- | ----------------- | ------------------ | -------------- |
| Szűcs András       | 33      | Újléta            |                    | Igen           |
| Nagy Erika         | 36      | Nagykőrös         |                    | Igen           |
| Takács György      | 29      | Kaposvár          |                    | Igen           |
| Múcska Viktor      | 24      | Szlovákia, Tallós |                    | Igen           |
| Sperling Zsuzsanna | 29      | Tiszainoka        |                    | Igen           |